# Historia LGBT en El Salvador
La historia LGBT de El Salvador abarca desde la reverencia precolombina de los mayas hacia la homosexualidad hasta los desafíos contemporáneos enfrentados por la comunidad LGBTI+ en medio de la pandemia de COVID-19. Durante las dictaduras militares, se impusieron leyes y políticas que criminalizaron y persiguieron a las personas LGBTI+, mientras que la guerra civil invisibilizó sus experiencias, marcadas por la violencia y la falta de acceso a servicios de salud. Sin embargo, surgieron iniciativas de activismo y apoyo, como la formación de grupos como La Media Luna y FUNDASIDA. A pesar de avances legislativos posteriores, como la aprobación de la Ley del VIH, persisten desafíos como la oposición al matrimonio igualitario. La pandemia de COVID-19 ha exacerbado la discriminación y la violencia, pero también ha traído algunos avances en derechos, aunque atravesados por violaciones de derechos humanos a principios de la década de 2020. Las marchas del orgullo continúan siendo un espacio de resistencia y visibilidad para la comunidad LGBTI+ en el país.

## Época precolombina

### Los mayas

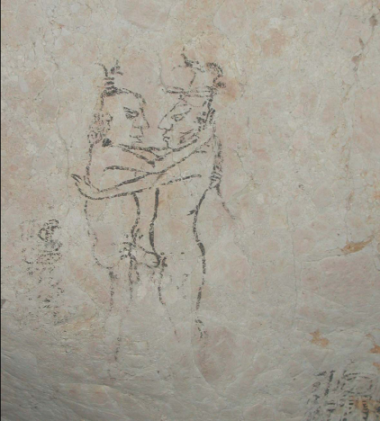
Pintura homoerótica maya encontrada en una de las paredes de la gruta de Naj Tunich, Guatemala.

Los cronistas recopilaron durante tres siglos seguidos (XV, XVI y XVIII), toda la diversidad de “condiciones sexuales” existentes en el suelo del Nuevo Mundo, en la zona de América Central, la homosexualidad era reverenciada por los mayas, y aquellos con esta tendencia eran tratados como seres mágicos, los mayas incluso creían que podían llegar a tener poderes, por lo que estar cerca de ellos era sinónimo de buena suerte. El cronista Gonzalo Fernández de Oviedo, relata que los habitantes de las aldeas mayas llevaban joyas y oro a personas de distinta orientación sexual, con la idea de que les otorgarían protección y suerte. Los mayas eran tolerantes con la homosexualidad, la consideraba preferible al sexo prematrimonial heterosexual, por lo que las elites conseguían esclavos sexuales para sus hijos. De entre todos los dioses los cuales eran venerados por los mayas, destaca uno al cual se le conoce como Chin, el cual representaba las relaciones homosexuales de los nobles de esta cultura. A él se encomendaban para unir y santificar las relaciones entre jóvenes de la clase baja de la nobleza, con los de la clase alta, sus uniones se equiparaban a los matrimonios legales según la Ley Maya.
Para estudiar las prácticas homosexuales en el mundo prehispánico maya se dispone básicamente de dos fuentes: la primera es a través de los relatos de los primeros cronistas que entraron en contacto con los habitantes de estos pueblos. Es difícil evaluar el grado de objetividad de estos relatos, ya que en algunos casos, ellos tendían a exagerar los hábitos sexuales de los nativos, siendo así narraciones muy subjetivas, todo esto ocurrió debido a la fuerte creencia en la religión. La segunda fuente son los registros prehispánicos, como lo son los manuscritos tradicionales hechos por las mismas personas del lugar, donde relatan los sucesos de su vida y su pueblo, sus costumbres y tradiciones, así como a través de su arte, elemento fundamental para dar a conocer su visión del mundo.

## Historia del movimiento LGBTI+ en El Salvador

### Dictaduras militares (1931-1979)
A partir del año 1931, los militares salvadoreños llegaron al poder por medio de las armas, luego de cometer una de las más grandes masacres en la historia latinoamericana contemporánea: la masacre de 1932. Por otra parte, la oligarquía salvadoreña había acumulado riqueza durante todo el siglo XIX, producto de la agroexportación, sobre todo, del café. La alianza entre la oligarquía, la Fuerza Amada y la Iglesia católica impuso el orden de la sociedad. Estas instituciones decidieron lo que se enseñaba en las escuelas, en la universidad y lo que se mostraba en la televisión, radio y prensa. El orden establecido estaba plagado de anticomunismo, autoritarismo, educación religiosa e ideas higienistas heredadas del liberalismo del siglo XIX. Lo anterior se evidencia en la legislación que desde el siglo XIX contenía el discurso de la moral y la persecución a la vagancia. La persecución a la vagancia y el sostenimiento de la moral pública estuvieron ya presentes desde la Ley de Policía de 1879, la cual fue reformada en el periodo del general Maximiliano Hernández Martínez y se afianzó en la población con la 'Cédula Patriótica de Defensa Social' que demostraba que su portador poseía «moral y civismo»; además, también existió la 'Cédula de Vecindad' que era expedida por las municipalidades y garantizaba que los habitantes tenían comportamiento «correcto y confiable».

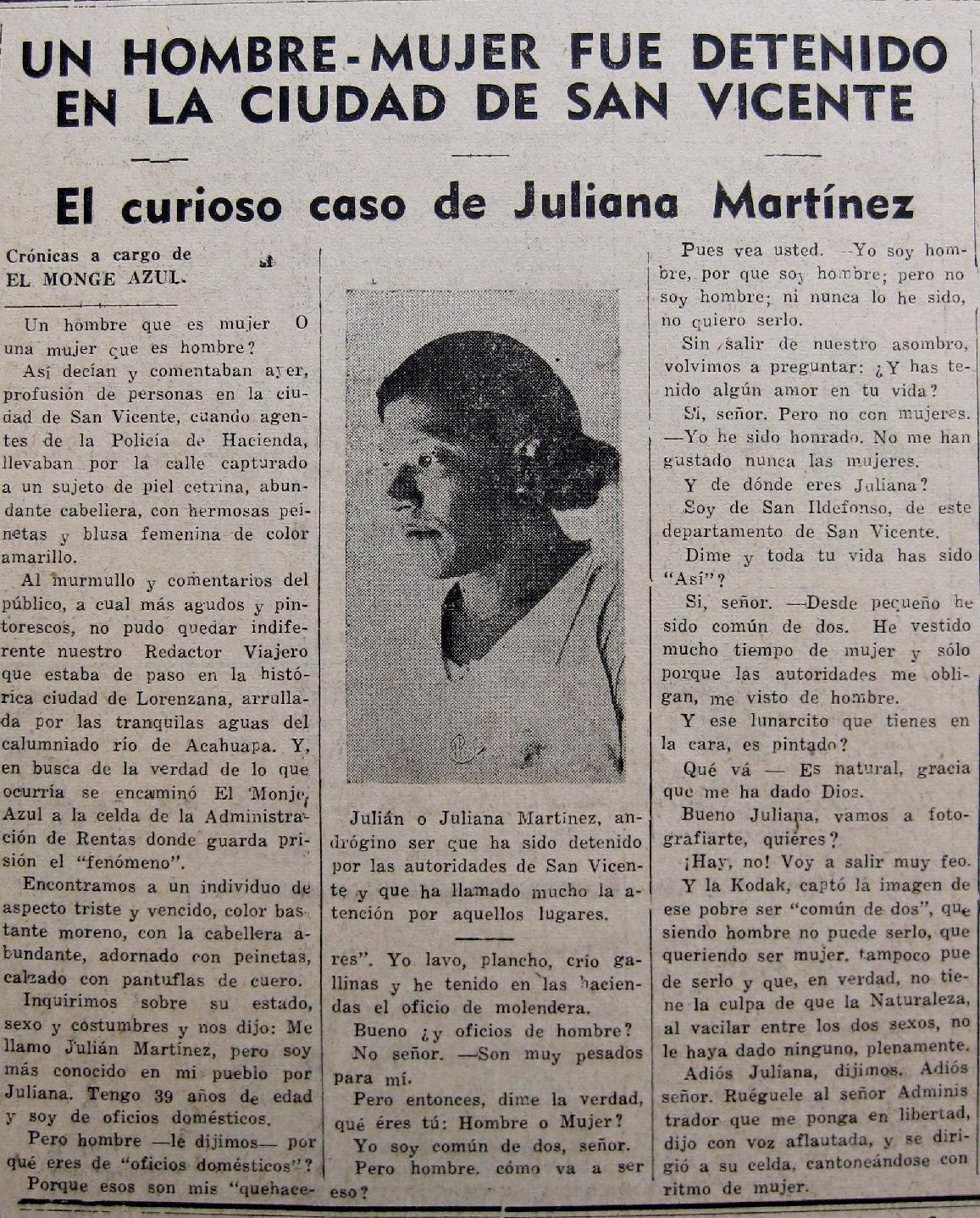
Recorte de un periódico Salvadoreño de 1940 sobre la noticia: "El curioso caso de Juliana Martínez"

En el segundo periodo del general Hernández Martínez, que comenzó en 1935, se aprobó la 'Ley de Vagos y Maleantes', ratificada por la Asamblea Nacional el 17 de julio de 1940. Esta ley buscaba justificar la encarcelación por 30 días bajo la genérica categoría de «Malvivientes» a todo aquel que fuera observado con conductas diferentes a la moral pública, al civismo, o con un comportamiento incorrecto, así sería llevado a las bartolinas de la Policía Nacional. La Ley de Vagos y Maleantes en su artículo 52 rezaba textualmente: «serán perseguidos y castigados como vagos los que no tengan oficio lícito o modo honesto de vivir conocido y, los que teniéndolo, no lo ejerzan diariamente sin justa causa». Entre las ocho categorías de «vagos», llaman la atención las siguientes: «los que se lucren de la prostitución o de oficios atentatorios a la moral, buenas costumbres y orden público; los que transiten en la vía pública fomentando la ociosidad y otros vicios», a pesar de que no se menciona de ninguna forma a la homosexualidad, esta ley sería utilizada en varias ocasiones para perseguir y encarcelar a personas LGBTI+. Es muy probable que esta haya sido la misma ley la que le aplicaron a Juliana Martínez en 1940, quien fue una mujer trans la cual fue encarcelada por la Policía de Hacienda en San Vicente por «llevar hermosas peinetas y blusa femenina de color amarillo», tal como se puede leer en una nota periodística de la época. Ella era originaria de San Ildefonso, San Vicente, molendera de oficio, criaba gallinas, planchaba y lavaba, tenía 39 años, Julián Martínez era su nombre legal, pero en su pueblo la conocían como Juliana. La detención fue registrada por un periodista de la época, quien la visitó en su celda. Cuando se le preguntó si era hombre o mujer, respondió: «Yo soy hombre, porque soy hombre; pero no soy hombre; ni nunca lo he sido ni quiero serlo». Además, dijo que toda su vida había sido así y que se vestía de hombre solo porque las autoridades la obligaban. Asimismo, explicó que había tenido varios amores y entre ellos ninguna mujer. ¿Por qué fue detenida Juliana? Probablemente, la respuesta se encuentre en la siguiente legislatura que sustituyó a la Ley de Vagos y Maleantes, se trata de la 'Ley de Estado Peligroso' de 1953. Esta ley deja claro que «el estado peligroso es personal» y que las personas tipificadas dentro de estas categorías han caído en un estadio del ser humano que representa un peligro para la sociedad y, por ello, deben ser recluidas y tratadas.
En el caso de Juliana, existe una carga simbólica en su detención, ya que a su persona se le asignaba de manera subjetiva los delitos de generar el vicio público, propagar la perversión sexual y causar la libido a propósito. Es probable que por todas estas acusaciones se llevaran presa a Juliana; sin embargo, ella era una persona con oficio comprobado y reconocida como trabajadora en el lugar donde vivía, lo cual se vuelve una contradicción a la ley. En algún momento, la otredad la constituyeron los campesinos e indígenas insurreccionados en 1932, a quienes, según la leyenda negra del comunismo, fueron influenciados por ideologías extranjeras (comunismo) que irrumpieron en la mentalidad cristiana, laboriosa y sumisa del indígena, inyectándoles ideas que los corrompieron y los llevaron a la destrucción. En otro momento, fueron los alcohólicos, las prostitutas, los comunistas, los guerrilleros, los pandilleros y, por supuesto, los homosexuales. De este modo, es esa alteridad y esas figuras del enemigo que siempre se han buscado en El Salvador. Con las leyes antes citadas se definió quiénes eran los enemigos, siendo los alcohólicos y las prostitutas los que saltan a la vista de manera explícita, sin embargo, también se incluyó a todo aquel que no cumpliera con la heteronormatividad reinante.
En El Salvador de 1950, los vicios sociales, como el trabajo sexual, el alcoholismo, la pornografía o la desnudez pública habían ganado terreno en todo el territorio nacional. Para erradicar los vicios anteriormente nombrados se promovieron “campañas de moralización”, las cuales englobaron acciones gubernamentales de represión social, acompañadas por diferentes sectores sociales que tenían como objetivo el control y “erradicación” del trabajo sexual, la pornografía, la desnudez pública y el alcoholismo, catalogados como elementos de peligrosidad que laceraban la institucionalidad del Estado por realizar o promover acciones contrarias a la moral. Las campañas moralizadoras eran una especie de “cruzada” contra los diversos vicios que padecía la sociedad, ejecutando una serie de acciones coordinadas entre instituciones públicas, la Iglesia católica y personas ligadas a la anterior. Aunque las campañas moralizadoras tenían un foco de erradicación de vicios sociales, en ningún momento de las campañas realizadas entre 1952 y 1955 se ejecutó una “acción moralizante” en contra de la homosexualidad como “vicio social” o contra sujetos con una orientación sexual o expresión de género diferente a la heterosexual. Esto posiblemente se debía a que dicha temática era un tema tan cerrado y tabú que lo convertía en algo prácticamente invisible para la sociedad en general.
El 8 de agosto de 1957 en El Salvador, al interior del periódico llamado 'El Independiente', propiedad de Jorge Pinto hijo, se publicó una denuncia sobre una "Redada de afeminados en un baile de Rock´n Rol". Esta crónica dio a entender que jóvenes y hombres de clase alta supuestamente estaban cometiendo actos contra la moral en una fiesta privada, en la forma de “celebración de un casamiento” entre ellos. Aparentemente intervino la policía. En la 'declaración de la policía' se afirma: “algunos de los afeminados se visten con trajes de novia para ‘contraer matrimonio’ con los otros vestidos de elegantes caballeros. Los homosexuales de mayor edad hacen de autoridades que confieren el matrimonio”. En la crónica en cuestión se afirmó que después de realizar el matrimonio se efectuaban “orgías”. Esta información refuerza una idea de degeneración y perversión sexual al establecer que cometían “actos salvajes incalificables”. En el último párrafo de esta crónica se expuso una amenaza amarillista: la divulgación de los nombres de los afeminados. El pánico moral estaba creado y poseía, por medio de la amenaza de divulgación de nombres, un incentivo mediático para mantener el interés del público sobre este tema.
Al día siguiente, el pánico moral se reforzó. Se agregó un componente más, la exhibición de una especie de geografía de la perversión al nombrar posibles lugares de realización de encuentros de este “club”: se insinuó la existencia de casas para tales fines en fincas aledañas a la capital; incluyendo “filiales” en Santa Ana, San Miguel y otras importantes ciudades, y que dicho “club” formaba parte de una red internacional que tenía sedes en Ciudad de México, La Habana, Guatemala y Panamá. En los días siguientes al estallido del pánico moral, se desató una serie de acusaciones contra un atleta salvadoreño que estaba supuestamente vinculado al 'club de afeminados'. El 11 de agosto de 1957, se presenta un hecho que modificó todo el escenario del pánico moral. Diversos periódicos publicaron una carta abierta al director de la Policía Nacional, para que se hicieran públicos los nombres de los supuestos afeminados que fueron capturados por la policía. Ante esta publicación, la respuesta del Director de Policía no se hizo esperar, negando la existencia de ese 'club de afeminados', que no existió ninguna redada y, en consecuencia, no se tenía ningún nombre registrado en los libros de entrada de las delegaciones de la Policía Nacional. Ante tal declaración, Jorge Pinto hijo tuvo que dar explicaciones acerca de su publicación del 8 de agosto en el periódico 'El Independiente'.
Pinto manifestó que todo inició por medio de una conversación informal que él tuvo con el coronel Tenorio, director de la Policía Nacional, sobre “un grupo de homosexuales de distinguidas familias”, y el lugar en el que estos se reunían, asumiendo que ahí efectuaban diversos escándalos contrarios a la moral, y por esta razón la policía intervino. Pinto hijo manifestó que su intención era promover una “campaña moralizante” contra un vicio social oculto en la sociedad. El 23 de agosto de 1957, un periódico ocasional llamado 'El Machete' publicó una lista, al parecer con 22 nombres de supuestos homosexuales. Con esta publicación, el pánico moral se transformó en un escándalo público que colateralmente abrió violentamente el tabú de la homosexualidad al interior de la burguesía salvadoreña. A diferencia de la primera publicación del pánico moral, en esta ocasión las respuestas institucionales se hicieron sentir. El mismo día de la publicación, el presidente José María Lemus, por medio de las acciones de Luis Rivas Palacios, ministro del Interior, solicitó al fiscal general de la República promover acción penal contra Álvaro del Cid y José Humberto Durán, editores responsables del periódico 'El Machete'. Tanto del Cid como Durán huyeron de San Salvador. El 26 de agosto, algunos de los injuriados, como Jaime Huezo Hidalgo, negaron públicamente cualquier acto o práctica sexual fuera de la norma heterosexual y dijeron que la información publicada en 'El Machete' era falsa. A partir de esa falsedad, iniciaron procesos de demandas judiciales por injurias que fueron concentradas en el Juzgado Tercero de lo Penal de San Salvador.

### Guerra Civil (1980-1992)
Los años del conflicto armado fueron momentos difíciles para las personas del colectivo LGBTI+ en El Salvador, donde se tenía que vivir a escondidas. Las personas LGBTI+ con ciertos ingresos en San Salvador podían frecuentar algunos lugares de ambiente LGBTI, los hombres gay tenían la opción de frecuentar los saunas, los cuales se dicen que existían incluso desde la década de 1950, mientras que todas las personas LGBTI+ eran bienvenidas en Oráculos Discoteca, la primera discoteca LGBTI+ en El Salvador, fundada en 1979. Los del estrato popular transitaban “La Praviana”, reino casi exclusivo de las trans y sus cervecerías que fungían doblemente de burdel. Se conoce que esta zona roja también sirvió como punto de encuentro para "los homosexuales" desde los años cincuenta.
Desde 1980 hasta 1992, El Salvador sufrió una guerra civil la cual dejó más de 75,000 muertos. Al interior de la guerra no se conoce oficialmente la existencia de personas LGBTI+, los registros tanto de víctimas, afectados y participantes en cualquiera de los dos bandos en contienda no registraron la existencia de personas de orientación sexual diferente a la heterosexual. No obstante a este proceso de invisibilidad, no quiere decir que las personas LGBTI+ no hayan sido afectadas. Se conoce que desde 1980 hasta el final de la guerra, tanto los Escuadrones de la Muerte como el Ejército realizaban acciones de "limpieza social" contra personas LGBTI+, principalmente contra mujeres trans que ejercían trabajo sexual en las vías públicas de San Salvador.
Según investigaciones de AMATE El Salvador (Centro de Estudios de la Diversidad Sexual y Genérica), el 26 de junio de 1984 se realizó una masacre efectuada por el Batallón Bracamontes, en la que fueron recogidas múltiples personas de la 2° Avenida (avenida Monseñor Romero), y fueron llevadas a la zona de El Playón donde fueron masacradas, en ese lugar se encontraron los restos de sus cuerpos, los cuales fueron torturados antes de ser asesinados. También, Amate El Salvador encontró indicios de una desaparición masiva ocurrida en 1980 en lo que hoy es el centro comercial La Campana, sobre la Avenida Roosevelt en San Salvador, en la que desaparecieron entre 12 y 20 mujeres trans, las cuales eran trabajadoras sexuales. Los autores de esos crímenes se desconocen hasta el día de hoy. Si no fuese por AMATE El Salvador, no existiría un registro mínimo que visibilizara las atrocidades cometidas contra personas LGBTI+ durante los años de la guerra civil. Actualmente el Estado salvadoreño, según los datos de Amate, es incapaz de contabilizarlos, visibilizarlos o reconocer que personas LGBTI+ también fueron víctimas de la guerra civil.
Para las personas que tomaron armas y se atrevieron a revelar sus orientaciones sexuales, la vida no se les hacía nada fácil. Testimonios recopilados por AMATE El Salvador indican que combatientes de la guerrilla, tanto hombres como mujeres, sufrían acoso, intimidación e incluso expulsión por su orientación sexual.  Los civiles LGBTI+, por supuesto, no estaban exentos de la represión armada, aunque los soldados y policías hayan frecuentado La Praviana en su tiempo libre. Los años ochenta, aparte de abarcar los peores años de una convulsiva lucha armada, también marcaron los inicios de la pandemia del VIH-sida en El Salvador. Este virus minó silenciosamente a las comunidades de mujeres trans, hombres gay y hombres que tienen sexo con hombres (HSH), en particular, no solo con los efectos de la enfermedad, sino también a través de la colusión del horrendo estigma y de la falta de información y de medicamentos disponibles en esos momentos.

#### Posguerra (1992 - 1999)
Las lesbianas fueron las primeras en el país en organizarse explícitamente dentro de un agrupamiento de la diversidad sexual. El colectivo La Media Luna, una red clandestina conformada principalmente por excombatientes guerrilleras, existió como grupo de apoyo y de trabajo político y gestor cultural lesbofeminista entre 1992 y 1994. Organizada como respuesta a la exclusión de las lesbianas dentro del movimiento de mujeres, como de los proyectos políticos de sus excompañeros de lucha, La Media Luna organizó peñas culturales y talleres, y también jugó un papel activo y polémico dentro de varios congresos de mujeres a nivel regional y nacional. Tras su desarticulación, la mayoría de las integrantes de La Media Luna siguieron su trabajo político dentro de la academia y de movimientos políticos, de género y del medioambiente. A finales de 1992, mismo año que se organiza La Media Luna, se crea FUNDASIDA, la primera organización para la prevención del VIH-sida en el país, la cual también sirve como grupo de apoyo para personas seropositivas. Los grupos de hombres gay y mujeres trans que se reunían en este espacio pronto llegaron a la conclusión de que sus necesidades eran distintas a las de la población heterosexual y, por lo tanto, conformaron “Entre Amigos” (ahora conocida como la Asociación Entre Amigos), la primera organización LGBTI+ formalmente constituida, en 1994.
Al igual que 'La Media Luna', Entre Amigos en un inicio llevaba un bajo perfil; para evitar ser identificados, sus voluntarios salían a pegar afiches a medianoche convocando a sus reuniones de apoyo. Sin embargo, rápidamente la organización se convirtió en un portavoz de la Comunidad, denunciando fuertemente a las violaciones de sus derechos humanos y a los graves atropellos contra su seguridad física. Cabe mencionar que, aunque hubo muy poco traslapo entre las organizaciones de lesbianas y de gais y trans en estos años, sí compartieron un elemento muy importante que aseguró su viabilidad en este contexto precario de la posguerra: el apoyo de grupos de la solidaridad internacional. Estos grupos ayudaron a radicalizar el discurso interno de los grupos LGBTI, respaldaron económicamente a ciertos proyectos, pero quizás de mayor trascendencia: ofrecieron visibilizar las acciones de la diversidad sexual y genérica ante la comunidad internacional, representando una clase de protección. Este acompañamiento, junto con la madurez de las organizaciones y del espíritu prometedor del «todo se puede hacer» de los inicios de los noventa, permitió que se organizara la primera marcha del orgullo LGBTI+ en El Salvador en junio de 1997, la cual fue la primera marcha del orgullo realizada en Centroamérica.
La marcha fue coordinada por Entre Amigos, convocando a unas 200 personas las cuales marcharon desde el Parque Cuscatlán hasta la Plaza Morazán. La marcha fue aplaudida por los vendedores informales al entrar al centro histórico pero ridiculizada y condenada por los medios. «Homosexuales, lesbianas y prostitutas, atravesaron el centro de la capital. Algunos eran cachiporristas travestidos, cuyo paso parecía desfile bufo», se lee en una nota de El Diario de Hoy de esos momentos. Sin embargo, la marcha marcó un momento importante para la historia LGBTI+ del país, en que representa el primer momento que se comprueba que sí era posible salir a la calle a plena luz del día expresando abiertamente una identidad diversa. Lastimosamente, la primera marcha del orgullo LGBTI+ coincidió con una alarmante ola de violencia contra las mujeres trans, quienes sufrían de ametrallamientos en sus lugares de trabajo en las aceras de la ciudad, o eran secuestradas y luego asesinadas con lujo de barbarie. Este factor, en correlación con la consolidación territorial de las pandillas, principalmente en el centro histórico de la ciudad, marcó el fin de la era de La Praviana y provocó el cierre de Oráculos Discoteca en 1999.

#### Inicios delsigloXXI(2000 - 2019)
Con el fin de la guerra fría en la década de los 90, los primeros años del siglo XXI representan el inicio de la lucha por los derechos de las personas LGBTI+ en El Salvador, la cual continua hasta el día de hoy. En el año 2000, miembros de la Asociación Atlácatl, una ONG la cual se dedica a velar por los derechos de las personas con VIH-sida, demandan al Estado salvadoreño a través de la CIDH, por no importar medicamentos antirretrovirales al país que les garantizarían el derecho a la vida. Esta demanda lleva a la ratificación de la Ley del VIH, la cual incluye provisiones para el acceso al medicamento y en contra de la discriminación de esta población en el 2001. Ante la falta de espacios seguros, las mujeres trans se empezaron a organizar de forma aparte, muchas desprendiéndose de la organización 'Entre Amigos' para formar sus propias organizaciones. La primera de ellas fue la “Asociación para la Libertad Sexual El Nombre de la Rosa”, la cual fue denegada su personería jurídica por el Ministerio de Gobernación por ir contraria a «la moral, el orden público y las buenas costumbres». Seguidamente, integrantes de 'El Nombre de la Rosa' fundaron 'ASPIDH Arcoíris Trans' en el 2005, la primera organización trans con personería jurídica. Le sigue 'COMCAVIS Trans' en el 2008, dedicada inicialmente a atender las necesidades de mujeres trans con VIH. Es de notar que ambas entraron en función mucho antes de obtener personería jurídica. Al estilo de un sindicato, se nutrieron de las donaciones de sus propios miembros, la mayoría de ellas trabajadoras del sexo, para alquilar locales y realizar sus labores. Durante los primeros años del siglo XXI, las personas LGBTI+ en El Salvador comenzaban a organizarse y a asentar las bases de la lucha por sus derechos, mientras que por otra parte, los conservadores desencadenaron una agenda global anti-derechos humanos.
Ante la aprobación del matrimonio igualitario en España en el 2005, se generó un terremoto conservador en los países del Triángulo Norte de Centroamérica. En Honduras se aprobó y se ratifico una modificación a la constitución, la cual prohibió el matrimonio entre personas del mismo sexo; mientras que en Guatemala y en El Salvador se presentaron proyectos de reformas a la constitución similares a la de Honduras. El 13 de julio de 2005 fue presentada la petición de reforma constitucional por parte de Rodolfo Párker, diputado del Partido Demócrata Cristiano (PDC). Las fuerzas políticas conservadoras se adhirieron a dicha propuesta, mientras que el movimiento LGBTI+ salvadoreño, representado por la Asociación Entre Amigos, hizo un llamado a la cordura y criticó la doble moral de las acciones parlamentarias. El 30 de abril de 2006, la reforma fue aprobada con 46 votos. Organizaciones sociales presentaron una demanda de inconstitucionalidad, pero esta no fue admitida por la Corte Suprema de Justicia. El 1 de mayo de 2006 inició un nuevo periodo legislativo. Ante la imposibilidad de llegar a un consenso al interior de la Asamblea Legislativa para obtener los 56 votos necesarios para ratificar la reforma, las fuerzas conservadoras hicieron una alianza con las iglesias y el sector empresarial. Esta alianza fue calificada como una “Megacampaña” para prohibir el matrimonio igualitario. Sin embargo, no se obtuvieron los resultados esperados y la ratificación a la constitución “durmió” en la Asamblea Legislativa hasta la finalización del periodo legislativo en 2009.
Para tratar de contrarrestar esta escalada de discriminación, el Concejo Municipal de San Salvador se proclamó por los derechos humanos de las diversas identidades sexuales y de género de la ciudad de San Salvador en junio de 2006. En esta declaración se hizo un llamado por el derecho de ciudadanía, el reconocimiento del aporte de las personas LGBTI+ en diferentes ámbitos de la capital, la no discriminación por cualquier tipo de marcador social diferenciador incluyendo la condición sexual o identidad de género de los habitantes de la ciudad. En el año 2007, impulsados por la apertura institucional mostrada por la Declaración de San Salvador, una pequeña comisión de activistas LGBTI+, por medio de los auspicios políticos del FMLN, presentó una petición ante la Asamblea Legislativa para declarar el 17 de mayo como Día Nacional contra la discriminación por orientación sexual e identidad de género. Las fuerzas conservadoras, los grupos anti-derechos y el gremio de contadores se opusieron. Los contadores se opusieron porque el 17 de mayo se celebra el Día del contador en El Salvador, y al parecer no querían compartir ese día para conmemorar simultáneamente la no discriminación por orientación sexual e identidad de género. Las fuerzas conservadoras, representadas por diversas denominaciones religiosas, argumentaron que dicha acción no era necesaria. Esta propuesta no prosperó al interior de la Asamblea Legislativa, ya que prácticamente solo el FMLN la apoyó en la votación. Al interior del congreso se utilizaron discursos moralistas y peyorativos para negar el apoyo a tal propuesta de “celebrar a los travestis, homosexuales, lesbianas o bisexuales”. En la segunda mitad de 2009, el partido PDC propuso avanzar en la votación para ratificar la modificación constitucional, la cual modificaría los artículos 32, 33 y 34 de la Constitución para limitar el matrimonio a una unión entre «hombre y mujer así nacidos». A pesar de que los activistas y miembros de la comunidad LGBTI+ de El Salvador nunca se habían organizado en años anteriores para protestar por la aprobación del matrimonio igualitario en el país, el esfuerzo de los partidos conservadores por prohibirlo causó indignación en masa. Cientos de personas se movilizaron a la capital en contra de la prohibición, llenando las portadas de los periódicos con sus pronunciamientos e imágenes de protestas. El año 2009, en efecto, marca un momento trascendental para el movimiento LGBTI+ salvadoreño; muchos activistas lo consideran el año en que verdaderamente se consolida el movimiento en el país. Dos mil personas aproximadamente, asisten a la marcha del orgullo de ese año, diez veces más que las marchas de todos los años anteriores, desde entonces, a las marchas del orgullo LGBTI+ se incrementan alrededor de unas mil quinientas personas cada año, entre algunas de esas personas destacan familiares, amigos y aliados heterosexuales.
El marco político salvadoreño había cambiado para junio de 2009, bajo la presidencia del FMLN se inició la posibilidad de dialogar directamente con el Ejecutivo temáticas de diversidad sexual y de género. Como producto tangible de estos diálogos se creó la Dirección de Diversidad Sexual (DDS) bajo la Secretaría de Inclusión Social (SIS) y se produjo la emisión del Decreto Ejecutivo No.56. El 13 de mayo de 2010, se realizó el Foro "Inclusión Social y Diversidad Sexual" en el cual se presentó las funciones de la DDS y el Decreto Ejecutivo No.56. A este evento atendió como invitada de honor, Marcela Romero, representante de la Red Latinoamericana y del Caribe de Personas Trans 'Red LacTrans'. La participación de una representante de la Red LacTrans fue una muestra de la articulación internacional del naciente movimiento trans salvadoreño. A este intercambio le sucedieron dos acciones de incidencia política específica para personas trans en el país. La primera acción se llevó a cabo el 15 de mayo de 2010, realizándose la "Primera Marcha contra la Transfobia" convocada por la Asociación ASPIDH Arcoíris Trans. Esta fue una declaración pública de la existencia del movimiento trans salvadoreño, con una agenda política propia la cual comenzaba a estructurarse en torno a la denuncia de los crímenes de odio contra las personas trans y el reconocimiento de la identidad de las personas trans. El 15 de noviembre de 2010 se realizó la segunda acción de incidencia política también a iniciativa de ASPIDH Arcoíris Trans. La organización presentó una pieza de correspondencia a la Junta Directiva de la Asamblea Legislativa solicitando elaborar un anteproyecto de Ley para el reconocimiento del Nombre y Género de las Personas Trans. Para entregar la pieza, se realizó una marcha desde las instalaciones de ASPIDH Arcoíris Trans, en el centro histórico de San Salvador, hasta la Asamblea Legislativa.

En 2011, ASPIDH Arcoíris Trans organizó la segunda marcha contra la transfobia, la cual se llevó a cabo el 14 de mayo, esta marcha llevó el título de “Sin nombre que me identifique no existo [Por una ley de identidad].” Luego, el 17 de mayo se convocó a un acto público en la Plaza Morazán para conmemorar el Día Internacional contra la Homofobia, la Transfobia y la Bifobia y la suscripción del Estado salvadoreño a la Declaración sobre Orientación Sexual e Identidad de Género de la Organización de las Naciones Unidas. De igual manera, ese mismo día se llevaron a cabo una serie de acciones para luchar contra la desinformación y la homofobia en la ciudad de Santa Ana. Un grupo de ciudadanos LGBTI+ de Santa Ana se unieron bajo el nombre de D'CIMA o “Diversidad (LGBTI) Unida de la Ciudad Morena en Acción”, el grupo D’CIMA colocó un stand informativo en el Redondel Monseñor Romero, en donde se entregaron panfletos informativos a los transeúntes sobre temas de diversidad sexual y de género, con el objetivo de comenzar a erradicar la homofobia y la desinformación sobre estos temas en la ciudad de Santa Ana. El 4 de junio, el grupo D’CIMA realizó el primer festival cultural de la diversidad (LGBTI+) en la ciudad de Santa Ana, el evento se realizó con el fin de erradicar la homofobia en la ciudad y celebrar el inicio del mes de la diversidad sexual. Para 2012, la organización de la marcha contra la transfobia la realizó la "Red de Organizaciones Trans de El Salvador - RED TRANSAL", la cual aglutinaba a las cuatro organizaciones trans existentes en esa época: ASPIDH, COMCAVIS TRANS, ASTRANS LGBTI y el Colectivo Alejandría. El lema propuesto para este año fue “Por Una Educación Técnica y Formal Sin Barreras”. Este buscaba destacar las discriminaciones y el estigma que las personas trans enfrentan en el sistema educativo formal, el cual deriva en negarles el acceso a formación académica, el acoso en los centros de estudio, los actos de violencia e incluso la expulsión; lo cual genera un círculo de precariedad en las personas trans al no estar escolarizadas. En ese mismo año, en el extremo oriental del país, el Colectivo Estrellas del Golfo, del Departamento de La Unión, conmemoró la fecha colocando un stand informativo en el parque central para sensibilizar a los transeúntes sobre temáticas de sexualidad, género y orientación sexual. El objetivo era incidir en la disminución de los patrones discriminatorios de la población. 

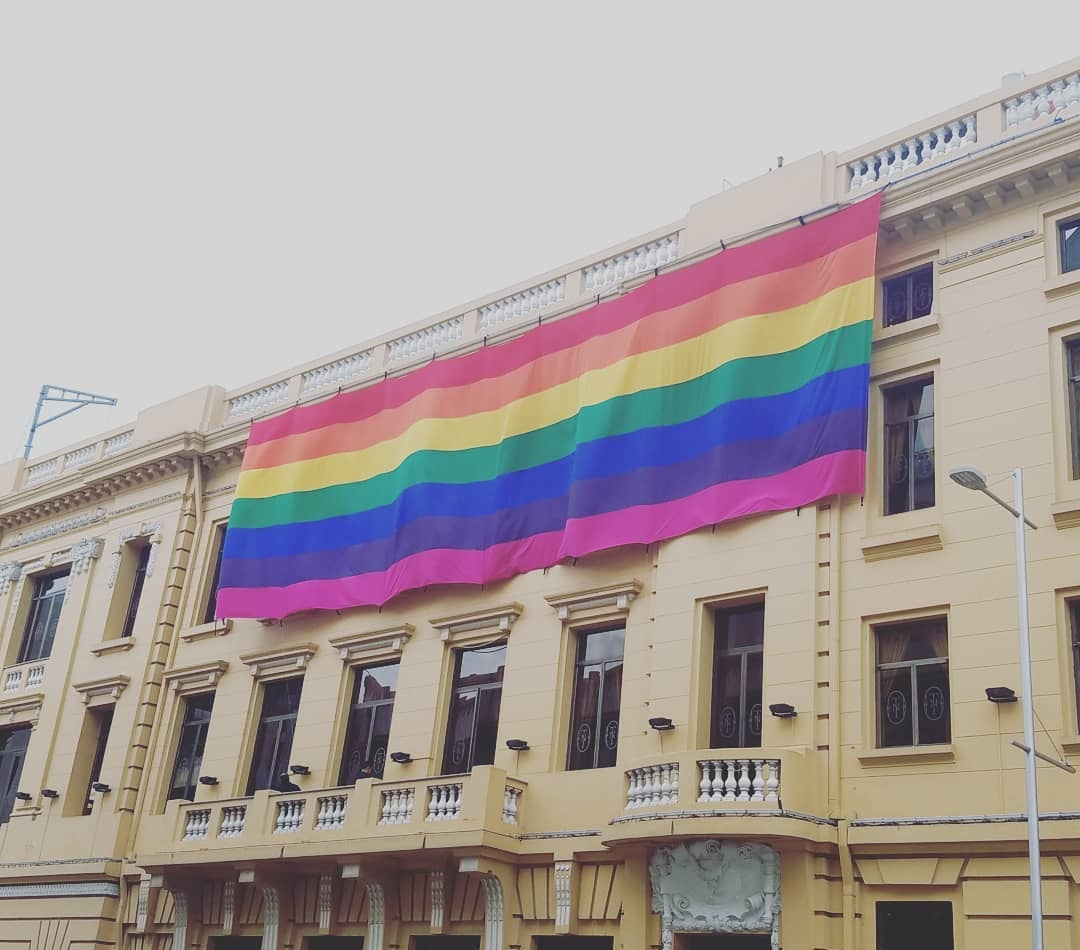
Bandera LGBT en la fachada del Teatro Nacional de San Salvador, junio de 2018.

En 2013, las organizaciones trans conmemoraron el 17 de mayo por medio de su participación en el lanzamiento de la Línea Telefónica de Asistencia y Atención en Diversidad Sexual, impulsada por la DDS. El 25 de mayo, se llevó a cabo el Foro "Divulgación del Plan de incidencia Juntas y Juntos por una Ley de Identidad de Género en El Salvador". A pesar de que la RED TRANSAL se diluyó en 2013, se reintegró en la Mesa Permanente por la Ley de Identidad de Género. Este espacio fue constituido en 2014 por las organizaciones trans, organizaciones de la sociedad civil y el sistema de Naciones Unidas para elaborar una propuesta de anteproyecto de Ley de Identidad de Género. En este año se realizó la marcha contra la transfobia, siguiendo el mismo itinerario de las marchas anteriores, iniciando en la Plaza Salvador del Mundo y finalizando con un acto político en el Monumento a La Constitución. En 2015, la Marcha contra la Transfobia se convirtió en la "Marcha contra la Trans, lesbo, homo, bi e interfobia". Este cambio conceptual permitió la inclusión de otras organizaciones y definir una agenda política en común: impedir la ratificación de la reforma constitucional discriminatoria en la Asamblea Legislativa. En abril, los partidos conservadores volvieron a aprobar la reforma constitucional de los artículos 32, 33 y 34. En respuesta, el movimiento LGBTI+ presentó ante la Corte Suprema de Justicia un recurso de amparo de inconstitucionalidad, argumentando que la reforma aprobada laceraba el principio de Igualdad de las personas salvadoreñas LGBTI+, establecido en el artículo 3 de la Constitución. Fue en este contexto que se comenzaron a realizar los 40 días de activismo LGBTI+, los cuales inician el 17 de mayo, con la Marcha contra la Homofobia, Transfobia y Bifobia, y finaliza con la Marcha del Orgullo LGBTI+ el último fin de semana de junio.
En 2016 continuó el carácter integrativo de la Marcha del 17 de mayo, con la única salvedad que la organización y la visibilidad política era de las organizaciones trans, lo cual se refleja desde el lema de ese año “¡Con mi identidad inician mis Derechos!” y el protagonismo de las organizaciones trans en todo el evento. En esta oportunidad la marcha recorrió desde el Parque Cuscatlán hasta la Plaza Salvador del Mundo. En 2017, la conmemoración del 17 de mayo se efectuó en dos momentos. Por la mañana se realizó un evento regional organizado por la Red LacTrans para presentar el Centro de Documentación y Situación Trans de América Latina y el Caribe (Cedostalc), y por la tarde se realizó la 8.ª Marcha, que salió de la entrada principal de Metrocentro hasta la Asamblea Legislativa, donde se entregó un pronunciamiento a favor del reconocimiento de la Identidad de Género de las personas trans. Entre el 22 y 23 junio se pintó un paso peatonal con los colores de la bandera LGBT, esta acción marco una diferencia, ya que fue la primera vez que en una capital de Centroamérica se pintó un paso peatonal con los colores de dicha bandera. El 24 de junio de 2017 se realizó la marcha del orgullo en San Salvador, a la cual se estima que asistieron más de 8 mil personas. A finales de junio se desplego una enorme bandera LGBT en la fachada del Mercado Cuscatlán. El 14 de julio de 2017, el grupo D'CIMA de la ciudad de Santa Ana, realizó un festival de arte, cultura y belleza LGBTI en el marco de las fiestas julias. En agosto de 2017, la Corte Suprema de Justicia avaló una sentencia de la Corte del Estado de Virginia, que en 2011 reconoció como mujer a Lea, una salvadoreña transexual. Este momento de la historia es de suma importancia para todo el movimiento trans de El Salvador, y en medio de este proceso, se hizo visible la Mesa Permanente por una Ley de Identidad de Género, la cual venía trabajando en un plan de incidencia política desde 2014. El 26 de febrero de 2018 se realizó un conversatorio en la Universidad de El Salvador sobre el Matrimonio Igualitario. El 22 de marzo, la Mesa Permanente por una Ley de Identidad de Género presentó ante la Asamblea Legislativa su propuesta de Ley de Identidad de Género por medio de los auspicios del FMLN. Esta Ley era de carácter especial para permitir el cambio de nombre, sexo y género en los documentos de identificación de las personas salvadoreñas trans. Esta ley permitiría que el Estado Salvadoreño garantice el acceso pleno a los Derechos Económicos, Sociales y Culturales a este grupo poblacional, y de esta manera poder ejercer la ciudadanía plena por parte de las personas trans. La marcha del 17 de mayo de ese año, por tanto, se enfocó en buscar incidencia para lograr la aprobación de la propuesta de Ley de Identidad de Género. En junio de 2018, ocurrieron varias muestras de visibilización hacia el colectivo LGBTI+, el 7 de junio se ilumino la entrada del Palacio Nacional con los colores de la Bandera LGBT, y se siguió iluminando hasta el 30 de junio. El 16 de junio se desplegó una enorme bandera LGBT en la fachada del Teatro Nacional de San Salvador. El 26 de junio se realizó un acto conmemorativo por las víctimas LGBTI conocidas y desconocidas que murieron durante la guerra civil, el acto conmemorativo se realizó frente al centro comercial la campana. El 28 de junio el Ministerio de Trabajo pintó una bandera LGBT en la sede de gobierno; igualmente la ministra de Cultura junto al director de Diversidad Sexual de la Secretaría de Inclusión Social y representantes de organizaciones LGBTI+, izaron 2 banderas en el centro de gobierno. Ese mismo día se realizó un festival artístico cultural LGBTI en el parque central de La Unión. El 30 de junio se llevó a cabo la marcha del orgullo LGBTI+, la cual inicio en el Redondel Masferrer y finalizó en la Plaza Salvador del Mundo. El 30 de noviembre se ilumino la entrada del Palacio Nacional con el color rojo, esto como una muestra de apoyo en el marco del Día Mundial de la lucha contra el VIH.

El 23 de marzo de 2019, falleció el obispo Martin Barahona, quien formaba parte de la Iglesia Anglicana de El Salvador, Martin fue el primer ente religioso en el país en haberse expresado públicamente a favor del matrimonio igualitario en El Salvador, de igual forma, fue el fundador de la 'Comunidad Magdala'. En 2019 se realizaron acciones muy similares a las del 2017 para conmemorar el 17 de mayo. Por la mañana se realizó el Foro Por la justicia y los Derechos humanos de las Personas Trans en El Salvador, seguido de la habitual marcha por la tarde. A estas actividades se sumó la develación de una bandera arcoíris en la fachada del Museo Nacional de Antropología Dr. David J. Guzmán, durante la develación estuvo presente la ministra de cultura de ese entonces, Silvia Elena Regalado Campos. Sin imaginarlo, esta acción supondría el cierre de una década de diálogo con el Ejecutivo sobre temáticas de disidencia sexual y de género. 

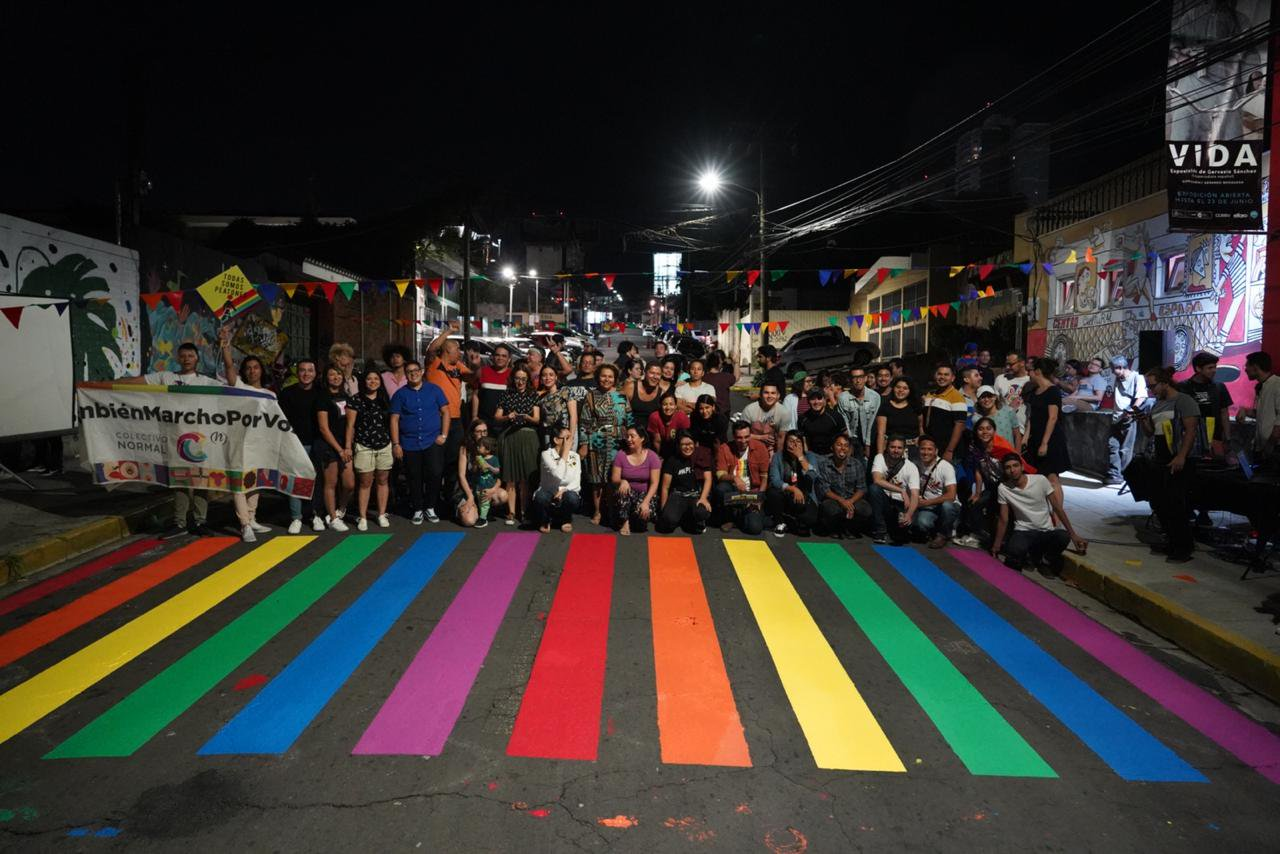
Cruce peatonal arcoíris frente al Centro Cultural de España en El Salvador, 2019.

A partir de junio de 2019, con el Gobierno de Nayib Bukele se han dado retrocesos en materia de derechos del colectivo LGBTI+ en El Salvador. El 2 de junio de 2019, bajo acuerdo unánime en el Consejo de Ministros se puso fin a 5 secretarias, incluyendo a la Secretaría de Inclusión Social (SIS), la cual estaba a cargo de la ejecución del Decreto Ejecutivo No.56, el cual contenía una serie de disposiciones para evitar toda forma de discriminación en la Administración Pública por razones de identidad de género y/o de orientación sexual. La decisión de cerrar la SIS fue criticada por diversos activistas y organizaciones LGBTI+ de El Salvador, así como también fue criticada la falta de claridad de políticas del nuevo gobierno para proteger a uno de los sectores de población más vulnerables y violentados del país. Después de que la administración de Bukele eliminara la Dirección de Diversidad Sexual, el área que se “encargaría” de “velar” por los derechos de la población LGBTI en el gobierno, depende ahora de la Unidad de Género del Ministerio de Cultura. En junio de 2019 se llevaron a cabo acciones de visibilización similares a las de años anteriores, el 18 de junio se volvió a iluminar la entrada del Palacio Nacional con los colores de la bandera LGBT. El 27 de junio se pintó un paso peatonal con los colores de la bandera LGBT en la avenida reforma en San Salvador. El 28 de junio, en conmemoración de los Disturbios de Stonewall 50 años atrás, se ilumino la fachada del teatro nacional de San Salvador con los colores de la bandera LGBT.
El 29 de junio se llevó a cabo la habitual marcha del orgullo en San Salvador, a la cual se estima que asistieron más de 15 000 personas. Para cerrar el mes del orgullo, el 30 de junio se ilumino por última vez el Teatro Nacional de San Salvador con los colores de la bandera LGBT. El 9 de julio de 2019, organizaciones LGBTI+ de El Salvador realizaron la entrega de un reconocimiento al alcalde del municipio de San Salvador, neto Muyshondt, por la gestión lograda con su consejo municipal y secretarías para el desarrollo de la marcha del orgullo en junio de ese año. El alcalde Muyshondt reiteró su compromiso con la comunidad, e hizo mención de que en unos meses se implementaría una ordenanza municipal para prevenir y sancionar cualquier acto de discriminación en los espacios públicos del municipio de San Salvador.
El 26 de octubre de 2019, ocurrió el atroz asesinato de una mujer trans llamada Anahí Rivas, ella fue arrastrada en la carretera por un trayecto de casi cinco kilómetros, tras su muerte fue lanzada frente a una discoteca. El 31 de octubre, la Federación LGBTI, la cual es una entidad que aglutina a doce organizaciones LGBTI+ de El Salvador, se pronunció ante la impunidad que caracteriza a crímenes como este. El 1 de noviembre, en una conferencia de prensa, el presidente Nayib Bukele fue cuestionado sobre políticas para proteger a la población trans. Él aceptó que dichos casos deben ser investigados de manera especial. El mandatario aseguró que “el gobierno está diseñando planes contra la discriminación y ni queremos llegar a un crimen de odio”. El 26 de noviembre de 2019, el consejo municipal de San Salvador aprobó el Decreto Número 51, o como se le conoce popularmente, Ordenanza Municipal para la Prevención de la Discriminación e Intolerancia, convirtiéndose así en el primer municipio de El Salvador en aprobar una ordenanza como esta. "Nuestro Concejo Municipal aprobó la Ordenanza para la Prevención de la Discriminación e Intolerancia en el Municipio de San Salvador. Orgulloso de que sigamos siendo pioneros en inclusión y protección de grupos minoritarios que son maltratados y discriminados" declaró el alcalde de San Salvador, Neto Muyshondt. El 1 de diciembre, se iluminó al igual que en el 2018 la entrada del Palacio Nacional con el color rojo, como una muestra de apoyo en el marco del Día Mundial de la lucha contra el VIH. El 13 de diciembre, el consejo municipal de San Salvador ratifico la Ordenanza Municipal para la Prevención de la Discriminación e Intolerancia.

### Actualidad (2020 - presente)
COVID-19
El 2020 ha sido uno de los años más difíciles para las personas LGBTI+ en El Salvador y en todo el mundo, la pandemia ocasionada por el virus del COVID-19 solo empeoró el deterioro en la situación de los derechos humanos en El Salvador. El 18 de enero se reportó el asesinato de una persona trans en El Salvador, se trataba de Briyit Michlle Alas Miranda, una mujer trans de 22 años, la cual murió a causa de 5 impactos de bala. Para finales de enero del 2020, el coronavirus comenzaba a propagarse por Asia y algunos países de Europa, pero aún no se detectaba ningún caso en El Salvador o sus países vecinos. Para inicios de marzo la situación había cambiado radicalmente, el coronavirus había logrado extenderse hasta el último rincón del planeta, el 11 de marzo, el presidente Nayib Bukele decretó el cierre total del país, y en los próximos días se impuso cuarentena obligatoria a nivel nacional, a partir de marzo de 2020 se desataría una ola de violaciones de derechos humanos en todo el país.
El 19 de marzo, el periódico digital de la diversidad sexual de El Salvador “elsalvadorG” anunció que dada la gravedad de la situación por el coronavirus, era poco probable que se desarrollara la habitual marcha del orgullo a finales de junio, así como otras actividades similares a las de años anteriores. Con la cuarentena obligatoria y las medidas de seguridad surgieron nuevos problemas para las personas LGBTI+, siendo las personas trans, personas con VIH, población LGBTI+ desplazada por la violencia, así como los jóvenes LGBTI+ que sufren de violencia doméstica o intrafamiliar los que más problemas tuvieron. Las personas trans en El Salvador subsisten básicamente de trabajos ambulantes o del trabajo sexual, y con las medidas impuestas por el gobierno, sus principales fuentes de ingresos se vieron afectadas enormemente, haciendo que las personas trans tengan que buscar alternativas drásticas para poder subsistir. Las personas con VIH se enfrentaron a enormes problemas durante gran parte de 2020 debido a que no podían acceder a los antirretrovirales, ya que el sistema de salud estaba sobresaturado por la pandemia de coronavirus.
La gran mayoría de los jóvenes LGBTI+ en El Salvador ya sufrían de violencia doméstica desde antes de 2020, ya sea por los padres, hermanos u otros familiares, sin embargo, con la cuarentena obligatoria, los casos de violencia doméstica fueron en aumento.  A finales de marzo, organizaciones LGBTI+ y organizaciones para la defensa de los derechos humanos empezaron a crear líneas telefónicas para brindar ayuda psicológica y emocional a aquellos que la necesitaran, igualmente se crearon líneas telefónicas para denunciar casos de violación de derechos humanos o casos de violencia o abusos hacia mujeres, niños, adolescentes o personas con discapacidad. Algunas organizaciones LGBTI+, afirman que registraron un aumento de las denuncias de violencia en el ámbito familiar (extorsiones, desalojo, intento de homicidio e incluso suicidio). Comcavis ayudó a centenares de mujeres trans con las que ha trabajado y les ofreció paquetes de alimentos, ayuda para mudarse de casa, asistencia jurídica y apoyo psicológico. A finales de abril, elsalvadorG anunció que la marcha del orgullo no se podría llevar a cabo de la manera tradicional, sino que sería de una manera distinta, la celebración del día del orgullo a finales de junio se realizaría de manera virtual bajo el nombre de: Orgullo en Casa SV. El 17 de mayo, en el marco del Día Internacional contra la Homofobia, la Transfobia y la Bifobia, la CIDH hizo un llamado a todos los Estados para tomar en cuenta las repercusiones del COVID-19 en personas LGBTI+ y a diseñar, implementar y evaluar medidas desde el enfoque de derechos humanos. Del 1 al 9 de diciembre, el monumento al divino salvador del mundo y el Palacio Nacional se iluminaron con el color rojo, como muestra de apoyo en el marco del Día Mundial de la lucha contra el VIH (1 de diciembre).
La situación de las personas LGBTI+ en el 2021 continuo siendo relativamente similar a la del 2020. A principios de enero del 2021, se dio a conocer la noticia de que Arthur Britney Joestar, de nacionalidad salvadoreña, se convirtió en la primera persona no binaria en recibir el estatus de refugiado en el Reino Unido tras un fallo histórico que dictó un tribunal superior de esa nación. El 2 de febrero, ocurrió un ataque discriminatorio en un establecimiento de San Salvador conocido como: 'Panadería San Martín', en donde una pareja de chicos gay fue discriminada por el personal del establecimiento, el gerente del local le dijo a la pareja que dejaran de “comportarse de forma inapropiada” debido a que los clientes se habían quejado del comportamiento de la pareja. A pesar de que los chicos no habían hecho nada inapropiado en el local, la pareja decidió retirarse del lugar y denunciar los hechos en redes sociales. Tras conocerse la historia de la pareja, algunos activistas y personas del colectivo LGBTI+ se apersonaron al local el 6 de febrero para protestar de manera pacífica ante el ataque discriminatorio. El 13 de febrero se dio a conocer la noticia de que el teniente de las fuerzas armadas, Cristian Adalberto Castro Grijalva, fue dado de baja del ejército debido a su orientación sexual. El 24 de febrero, la Federación Salvadoreña LGBTI presentó ante la Asamblea Legislativa el anteproyecto de la Ley Especial por la Igualdad y No Discriminación (LEID).  A finales de febrero, durante las votaciones para elegir a los nuevos diputados de la asamblea legislativa, múltiples personas trans denunciaron que sufrieron discriminación en los centros de votación. El 3 de marzo se encontró el cadáver de un hombre trans en la carretera de oro. El 25 de abril se dio a conocer la noticia del asesinato de Zashy Zuley del Cid, una mujer trans de 27 de años, activista y miembro activa de la organización "Colectivo LGBTI Perlas de Oriente", diversas organizaciones LGBTI de El Salvador condenaron el asesinato. El 14 de mayo, el anteproyecto de Ley de Identidad de Género, junto al anteproyecto de la Ley Especial por la Igualdad y la No Discriminación (LEID), fueron desestimados bajo la excusa de estar “Obsoletos y no acordes a la realidad”. Tras archivarse ambas leyes, el 17 de mayo, en el marco del Día Internacional contra la Homofobia, Transfobia y Bifobia, se llevó a cabo la habitual marcha en contra de la discriminación, la cual inició en el Parque Cuscatlán y finalizó a las puertas de la Asamblea Legislativa, más de 200 personas asistieron a la marcha. El 18 de mayo, elsalvadorG anunció que se llevaría a cabo la marcha del orgullo el 26 de junio. El 6 de junio, se llevó a cabo el quinto encuentro deportivo LGBTI+ en el parque nacional de Pelota Saturnino Bengoa, este encuentro deportivo fue auspiciado por la asociación HT El Salvador - Generación Hombres Trans. El 26 de junio, se llevó a cabo la marcha del orgullo en la ciudad de San Salvador, la cual inicio en la Plaza Salvador del Mundo y finalizó en la Plaza Cívica Capitán General Gerardo Barrios, asistiendo más de 18 mil personas, superando la cantidad de participantes en la marcha del orgullo de 2019, por otra parte, el Colectivo de la Diversidad Sexual de Tecoluca hace su primer acto de incidencia este mismo día al participar en la marcha. El 20 de agosto, la Mesa Permanente por una Ley de Identidad de Género en El Salvador presentó nuevamente a la asamblea legislativa una nueva iniciativa de Ley de Identidad de Género, bajo el nombre de: Ley de Identidad. La propuesta de ley fue recibida en la asamblea legislativa por diputados del FMLN y Nuestro Tiempo. En septiembre de 2021, el presidente Nayib Bukele declaro que la nueva constitución de El Salvador, no incluiría la legalización del aborto, el matrimonio igualitario o la eutanasia. En diciembre de 2021, se denuncio el asesinato de un joven gay de 22 años a manos de una pandilla, luego de que este regresaba de una fiesta.
Régimen de excepción
En el 2022, empezó a surgir una creciente esperanza en que la situación en los derechos de las personas trans mejoraría tras una serie de victorias, sin embargo, el 2022 quedaría marcado por una segunda ola de violaciones de derechos humanos. A finales de enero, la PNC encontró el cuerpo de Alexa, una mujer trans que estaba desaparecida desde principios de diciembre de 2021. El 22 de febrero, la Sala de lo Constitucional de la Corte suprema de Justicia (CSJ), emitió una resolución ordenando a la Asamblea Legislativa que, en el plazo de un año emita reformas a la Ley del Nombre de la Persona Natural, para que las personas trans puedan cambiar su nombre de acuerdo a su identidad de género. La Sala también indicó que la falta de regulación y condiciones para que una persona cambie su nombre por razones de identidad de género provoca un 'acto discriminatorio no justificado. El 17 de marzo, Bianka Rodríguez, activista por los derechos de las personas trans, se convirtió en la primera mujer trans en poder modificar legalmente sus documentos de identidad de acuerdo a su identidad de género. El 27 de marzo, tras una alza de homicidios en la que murieron 87 personas, el presidente decreto el régimen  de excepción, un estado el cual permite que se suspendan varios derechos plasmados en la constitución, entre ellas las libertades de movimiento, expresión, asociación, e inviolabilidad de las comunicaciones, a parte de que la Asamblea Legislativa puede suspender algunos elementos del derecho a la defensa y de la privación de libertad. En pocas palabras, la policía y el ejército tienen la libertad de detener a toda persona que considere sospechosa de pertenecer a una estructura criminal sin una orden de captura, convirtiendo a las poblaciones más vulnerables también en un blanco, entre las que se encuentran personas de bajos recursos, población que vive en zonas rulares, población afrodescendiente y población LGBTI, además es importante recalcar que el régimen de excepción tiene una duración de 30 días tras ser decretada, y desde su aprobación en la asamblea legislativa en marzo de 2022 por parte de Nuevas Ideas, ha sido prorrogada cada mes hasta la actualidad.
El 20 de abril, Erick Iván Ortiz, director de asuntos políticos de Nuestro Tiempo y activista por los derechos de las personas LGBTI, denuncio que había recibido amenazas de muerte. El 21 de abril, la policía detuvo violentamente a un activista trans de 27 años, cuando este se dirigía a una reunión con Amnistía Internacional. El 25 de junio, se llevó a cabo la marcha del orgullo en la ciudad de San Salvador, iniciando en la Universidad de El Salvador y finalizando en la Plaza Salvador del Mundo, asistiendo más de 22 mil  personas, superando por segundo año consecutivo la cantidad de participantes en la marcha. Sin embargo, esta marcha estuvo marcada por polémica, ya que de acuerdo con el principal organizador de la marcha, Nicolás Rodríguez, denunció que ésta no contó con los permisos para asegurar el cierre oficial de 8 de las principales calles que se interconectan con la Alameda Roosvelt y la 25 Avenida Norte, o sea las calles por donde pasaría la marcha.
El 27 y 28 de julio se llevó a cabo en la ciudad de San Salvador el primer Congreso Nacional de Medicina Sexual, Salud Transgénero y Sexología, un evento realizado por la organización DIKÉ LGBT+. El 27 de julio, un juzgado de San Salvador autorizó el cambio de nombre a Aldo peña, un activista por los derechos de las personas trans masculinas, convirtiéndose así en el primer hombre trans en poder modificar legalmente sus documentos de identidad acorde a su identidad de género. El 9 de agosto, un joven gay de Santa Ana fue detenido arbitrariamente en el marco del régimen de excepción, debido a que en redes sociales circulaba un supuesto audio con su voz en el que realizaba amenazas, el 9 de agosto, el joven decidió presentarse a una subdelegación policial para demostrar que no era su voz, pero ahí mismo fue detenido. A finales de agosto, Aldo peña relato vulneraciones en peritaje para cambio de nombre. El 26 de septiembre, ocurrió una nueva polémica, Canal 10 informó el cese de acuerdos con el Instituto Nacional de Formación Docente (INFOD), debido a que este aprobó la emisión en directo de un vídeo educativo donde se explicaba el concepto de la orientación sexual en la franja "Aprendamos en Casa" (Un programa televisivo de educación a distancia de Canal 10). El segmento, que estaba destinado a estudiantes de octavo grado, mostraba imágenes animadas de niños y niñas jugando, andando en motocicletas y escuchando música, el narrador definía la heterosexualidad, la homosexualidad y la bisexualidad empleando términos básicos y acordes a la edad de los destinatarios, sin embargo, el Ministerio de Educación justificó la remoción de la entidad administrativa, alegando que ésta “incumplió los estándares educativos que debía cumplir dicha programación, incluyendo contenido sexual no autorizado", posteriormente, el Ministerio de Educación removió al director del INFOD y anunció una “reestructuración” de esa institución. El 6 de octubre, días después de la polémica de Canal 10, el Ministerio de Educación ordenó retirar varios libros sobre Educación Sexual Integral de todos los centros escolares del país, los cuales fueron entregados en las escuelas entre 2014 y 2015.
En el 2023, las victorias obtenidas con respecto a los derechos de las personas trans el año anterior, quedarían en el limbo. En febrero, la asamblea legislativa alcanzó el plazo establecido por la corte suprema y se negó a legislar y reformar la Ley del Nombre de la Persona Natural, impidiendo así que las personas trans puedan cambiar su nombre y gozar del derecho que se ganó en la corte. El 17 de mayo, se llevó a cabo la habitual marcha del IDAHOBIT, iniciando en el parque cuscatlan y finalizando en el monumento al salvador del mundo, en donde los participantes demandaban una ley de identidad de género. A principios de junio, el jefe del Registro del Estado Familiar de la Alcaldía de San Salvador, presentó un proceso de amparo en la Sala de lo Constitucional, impidiendo así el proceso del cambio de nombre de Aldo Peña y de Karla Guevara. El 24 de junio, se llevó a cabo la marcha del orgullo en San Salvador, iniciando en la Universidad de El Salvador (UES) y finalizó en el monumento al divino salvador del mundo, asistiendo más de 26 mil personas, superando por tercer año consecutivo la cantidad de participantes. El 6 de julio, una mujer trans fue agredida violentamente en la vía pública en santa tecla por un hombre en estado de ebriedad, el cual fue detenido a los pocos días por la policía. El 8 de julio, la Federación LGBTI condeno la agresión que sufrió la mujer trans en santa tecla.